# バッキー守岡
バッキー守岡（バッキーもりおか、1965年6月19日 - ）は、山口県岩国市出身、広島市在住音楽家、ラジオパーソナリティ。

## 来歴
幼少の頃より音楽（トランペット等）に親しみ高校卒業後、本格的にバンド活動開始。様々なジャンルのバンドを結成、数々のイベント、コンテストに参加、オリジナルライブ等も企画。現在、ソロボーカリストとして様々な音楽家とのセッションを展開しながら、地元ラジオパーソナリティとしても活動。オリジナル曲も含めレパートリーとしてはロック、ブルース、ジャズ、ファンク系がメインで、しゃがれたボーカルとコミカルなMCでファンも多い。
1989年・1990年、ヤマハ「バンドエクスプロージョン」ベストオーディエンス賞受賞。
ひろしま男子駅伝テーマソングCD「きっと翔べる」ボーカル参加。
2005年 1stミニアルバム『HARD TIMES』リリース。

## 人物
趣味
- 競馬・競輪　かつて共同馬主を経験するほどの無類の競馬好きである。
- 広島東洋カープ　40年来のファンで、選手との交遊も幅広い。
- 映画　「仁義なき戦い」に造詣が深いらしい。金子信雄のモノマネが得意。

## 過去の担当番組

### テレビ
- TSS「ドキドキインザナイト」

### ラジオ
- HFM
  - 「ステーションジモティHOJANE」
  - 「AU−UpComing　J−Hits」
  - サタデーコミュニケーション」
  - 「音（オン）フリーダム」
  - 「バッキ—ズカープカフェ」
  - 「DO THE CARP」
  - 「ネッツトヨタ広島 Life is a Journey」
- RCC 「バッキー守岡のウィークえんじゃ〜」
- Pステーション「ズバッとコンテンポラリー」

### 雑誌
- 広島アスリートマガジン（コラム）
- 中国新聞夕刊（コラム）